# Copris vietnamicus
Copris vietnamicus är en skalbaggsart som beskrevs av Kabakov 1994. Copris vietnamicus ingår i släktet Copris och familjen bladhorningar. Inga underarter finns listade i Catalogue of Life.